# Смерть Артура
«Смерть Артура» (среднефранц. Le Morte d’Arthur) — итоговое произведение артуровского цикла, свод рыцарских романов, скомпилированных и обработанных с внесением некоторых вымышленных эпизодов во второй трети XV века на позднем среднеанглийском языке Томасом Мэлори, бывшим рыцарем, осуждённым на пожизненное заключение за грабёж, насилие и разбой.

## Состав

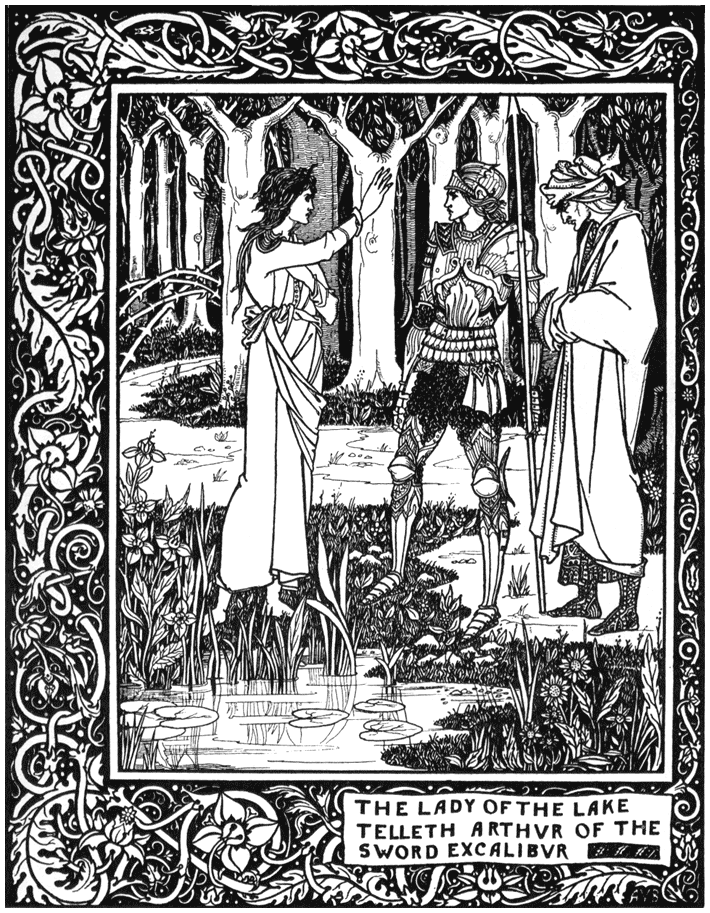
Обри Бердслей. Из цикла иллюстраций к «Смерти Артура».

- Повесть о короле Артуре (От свадьбы короля Утера до короля Артура, правившего после него и совершившего много битв; Fro the Maryage of Kynge Uther unto Kyng Arthure that Regned Aftir Hym and Ded Many Batayles). Первая по порядку содержания и вторая по порядку написания (согласно Е. М. Винаверу). Источником для неё послужило так называемое «Продолжение Мерлина», французская прозаическая компиляция XIII века[4], созданный как часть цикла, задуманного в противовес «Вульгате».

- Повесть об Артуре и Луции (Славная повесть промеж короля Артура и Луция, римского императора; The Noble Tale Betwyxt Kynge Arthure and Lucius the Emperor of Rome). Согласно Винаверу, это первое по времени создания произведение. Источник — сокращённая вдвое аллитеративная поэма XIV века «Смерть Артура» (Morte Arthure)[5].

- Повесть о Ланселоте Озерном (Славная повесть о сэре Ланселоте Озёрном; The Noble Tale of Sir Launcelot Du Lake). Источник третьей повести Мэлори — французский роман «Ланселот в прозе» из «Вульгаты»[6]. Мэлори здесь опустил всю предысторию, включая воспитание Ланселота у Девы Озера и перипетии его любви к королеве.

- Повесть о сэре Гарете Оркнейском (The Tale of Sir Gareth of Orkney). Источник не установлен, но сюжетный архетип очевиден — рыцарская инициация юного и никому не известного героя, иногда подкидыша, иногда бастарда, иногда сироты, либо не ведающего, либо скрывающего свою родословную. У истоков этого сюжета стоит «Персеваль» Кретьена де Труа, его можно обнаружить в «Прекрасном Незнакомце» Рено де Божё, в «Идере» и др. Гарет под именем Бомейн Прекрасные Руки целый год живёт при кухне у короля Артура, затем берётся за опасный подвиг, доказывает свою рыцарскую полноценность силой руки и обходительностью нрава, завоевывает сердце благородной девицы Лионессы, открывает своё настоящее лицо. И. М. Бернштейн отметила, что при отсутствии какого-то одного определённого источника наблюдаются аналогии с романами в стихах Кретьена де Труа «Эрек и Энида» и «Повесть о Граале», и разделила мнение Е. М. Винавера о близости трактовок характера Гавейна у Мэлори и французского «Романа о Тристане»[6]

- Книга о Тристраме (Первая и вторая книги о сэре Тристраме Лионском; The Fyrst and the Secunde Boke of Syr Trystrams de Lyones). Источник — прозаический «Роман о Тристане и Изольде», также одна из его многочисленных версий «Романа о Тристане». Мэлори окончательно снимает трагизм легенды, отбрасывает скорбный финал — Тристан (Тристрам у Мэлори) и Изольда остаются живы и здоровы.

- Повесть о Святом Граале (The Noble Tale of the Sankgreal). Источник — четвёртая часть «Вульгаты», «Поиски Святого Грааля»[7]. Здесь Мэлори наименее оригинален и не решается ни на какие нововведения, однако решительно сокращает нравоучительный комментарий к сюжету, что само по себе меняет акценты.

- Повесть о Ланселоте и королеве Гвиневере (Sir Launcelot and Queen Gwenyvere). Источник — заключительный роман «Вульгаты», «Смерть Артура», с которым Мэлори обращается весьма вольно. Согласно примечанию И. М. Бернштейн, «два эпизода („Большой турнир“ и „Исцеление сэра Уррия“) не имеют прямых аналогий в артуровской литературе. Возможно, Мэлори сам придумал эти эпизоды, но создал их по существующим моделям»[8].

- Смерть Артура (The Dethe of Arthur). По мнению Е. М. Винавера, разделяемому А. Д. Михайловым, источники — опять же французская «Смерть Артура» и одноимённая английская строфическая поэма XV века Le Morte Arthur — несут многочисленные следы авторской обработки[3][9].

А. Д. Михайлов передавал точку зрения Е. М. Винавера, согласно которой, «Мэлори создаёт эпопею, обладающую композиционным и идейным единством и одновременно — замкнутые автономные „романы“», а также цитировал слова В. М. Жирмунского о том, что книга Мэлори имела «поистине колоссальное влияние на всю английскую литературу XIX и XX веков и является для англичан национальным классическим наследием».

## История публикации и исследования

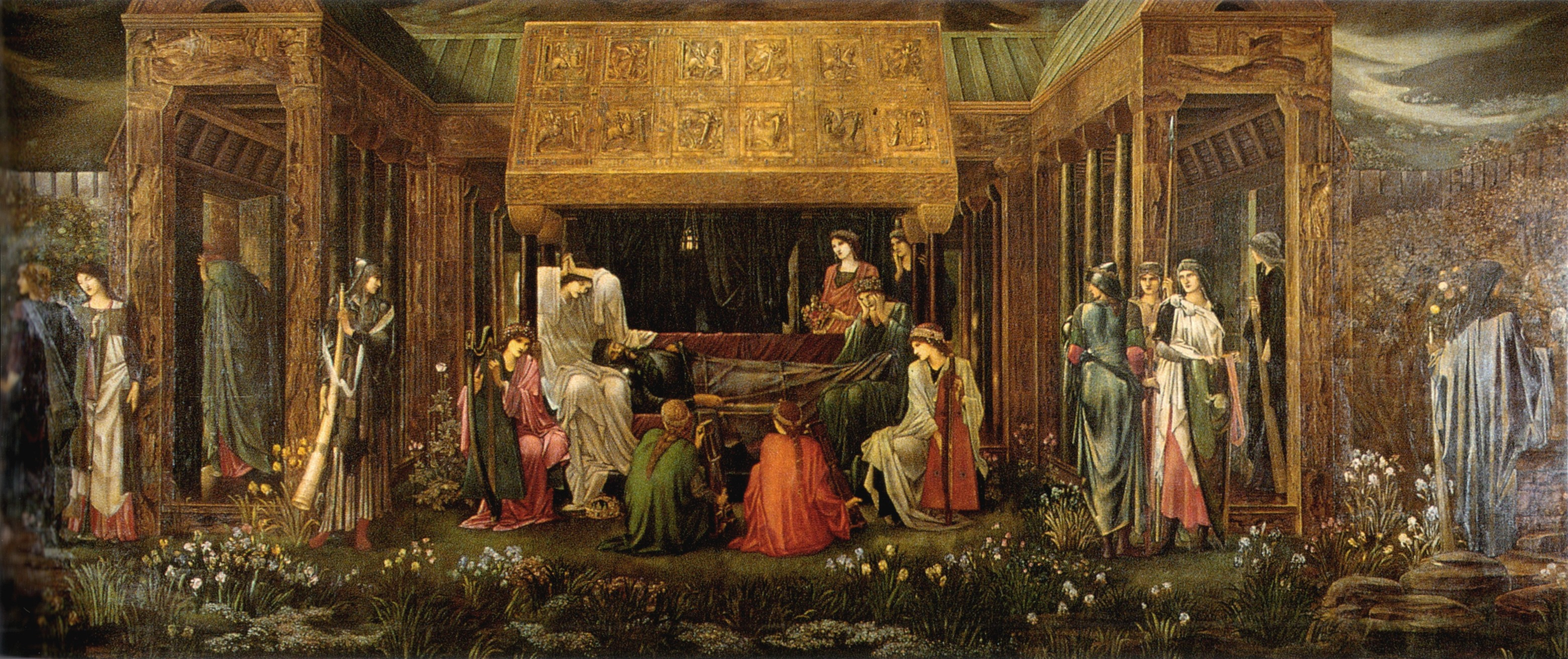
«Последний сон Артура в Авалоне» (Бёрн-Джонс, 1881)

«Смерть Артура» была начата, вероятно, в 1450-х годах, пока Мэлори находился в заключении, и закончена в 1469—1470 годах. Уже в 1485 году появилось первопечатное издание с предисловием британского первопечатника Уильяма Кекстона. Вероятно, именно Кэкстон разбил непрерывный текст на главы и снабдил их обстоятельным синопсисом.
Книга пользовалась большой популярностью и несколько раз переиздавалась (с пропусками и ошибками) в 1498 году, а затем в 1529 годах (издатель — Винкин де Ворд (англ.)). В контексте Английской Реформации «Смерть Артура» воспринималась как сочинение католического толка, не соответствующее господствующему духу пуританизма. После 1634 года издания прекратились.
В эпоху классицизма «варварская» книга Мэлори была предана забвению; заново переоткрыта английскими романтиками и переиздана в 1816 году. В викторианскую эпоху стала предметом сентиментального почитания широкой публики, вдохновила лорда Теннисона на создание «Королевских идиллий». К сюжетам «Смерти Артура» не раз обращались Бёрн-Джонс и другие художники-прерафаэлиты; наиболее известны иллюстрации Обри Бердслея.
В 1934 году в библиотеке Винчестерского колледжа была обнаружена «Винчестерская рукопись» (Winchester manuscript) — одна из нескольких, которые использовал Кэкстон при подготовке текста для печати. В 1947 году трёхтомное критическое издание этой рукописи под названием Works of Sir Thomas Malory опубликовал видный медиевист Евгений Винавер, который доказывал, что «Смерть Артура» — не роман, а что-то вроде «собрания сочинений», сборник самостоятельных, тематически связанных, но не объединённых сюжетно произведений. Позицию Винавера подвергли критике Роберт Лумянски и его школа, а также некоторые другие учёные (в их числе, например, К. С. Льюис). Перевод «Смерти Артура» на русский язык из серии «Литературные памятники» выполнен И. М. Бернштейн с издания Е. М. Винавера.
Литературный пересказ книги сделал известный британский писатель Питер Акройд.

## Фильмы
- В 1954 году на экраны вышел фильм Ричарда Торпа «Рыцари Круглого Стола», снятый по мотивам книги Мэлори.
- Наиболее близко «Смерти Артура» следует другая экранизация — «Экскалибур», режиссёр Джон Бурман (1981).
- Фильм А. Фукуа «Король Артур» (2004) вольно заимствует некоторые мотивы «Смерти Артура».